# Saskia Bos
Saskia Bos, född 1951 eller 1952 i Haag i Nederländerna, är en nederländsk konsthistoriker och kurator.
Saskia Bos är dotter till en nederländsk marinofficer och växte upp i bland andra Curacao, Japan och Frankrike.
Hon började utbilda sig i juridik och ekonomi, men övergick till konsthistoria, med en kandidatexamen på Rijksuniversiteit Groningen och en magisterexamen på Universiteit van Amsterdam.
Hon var under tjugo år mellan 1984 och 2005 konstnärlig ledare och chef för det nederländska konstcentret De Appel i Amsterdam. Där initierade hon en kuratorsutbildning. Hon var mellan 2005 och 2016 dekan för School of Arts på Cooper Union i New York i USA, och har därefter varit fristående kurator och konsult.
Saskia Bos har varit kurator för utställningar som för Berlinbiennalen 2001, på den nederländska paviljongen på Venedigbiennalen 2009 samt för Münsterlandskulpturbiennalen 2003.